# Хандан-султан
Хандан-султан (бл. 1574 — 12 листопада 1605) — наложниця османського султана Мехмеда III, мати султана Ахмеда I, валіде-султан.

## Біографія
Достовірно невідомо, звідки родом була Хандан-султан, проте історики припускають, що вона була грецького або боснійського походження, носила ім'я Хелен (Олена) і народилася приблизно в 1574 році.

### Фаворитка султана
Хандан була подарована майбутньому султанові Мехмеду III його тіткою Гевхерхан в 1582 році або в другій половині 1583 року. За сприяння матері спадкоємця престолу Сафіє Султан, стала однією з фавориток Мехмеда; таким чином Сафіє бажала позбавити впливу іншу фаворитку сина — Халіме султан. В Манісі народила сина Селіма, а згодом 18 квітня 1590 році Хандан народила сина Ахмеда. Як зазначає Леслі Пірс, жодна з дружин або наложниць Мехмеда III офіційно не носила титул Хасекі.
У 1595 році помер султан Мурад III і Мехмед став султаном. Хандан в числі інших наложниць нового султана виявилася в султанському палаці в Стамбулі. У 1597 році від скарлатини помер старший син Мехмеда III і Хандан — Шехзаде Селім, який носив титул спадкоємця престолу; новим спадкоємцем був оголошений Шехзаде Махмуд — старший син Халіме султан. Хандан усвідомлювала, що як тільки султаном стане син Халіме, її син буде страчений за т. зв. законом Фатіха, й тому Хандан вступила в союз із Сафіє султан. Історик Гюнхан Борекчі передбачає, що Хандан була причетна до смерті спадкоємця: в середині 1603 року шпигунами Сафіє султан було перехоплено лист, відправлений Халіме релігійним провидцем, який передбачив, що Мехмед III помре протягом шести місяців і його місце успадкує старший син; крім того, згідно із записами англійського посла, Махмуд відкрито не схвалював вплив бабусі на батька і її нелюбов до його матері. Як зазначає Борекчі, лист, що спровокувало кару Шехзаде, міг бути фальсифікацією Сафіє і / або Хандан. Як би там не було, султан стратив старшого сина і спадкоємцем був проголошений син Хандан.

### Валіде Султан
Султан Мехмед III помер в грудні 1603 року, через півроку після страти старшого сина; на османський трон зійшов тринадцятирічний син Хандан — Ахмед I, а сама вона отримала титул валіде-султан. З цього моменту і до своєї смерті Хандан була другою особою імперії після султана. Як зазначає Леслі Пірс, незважаючи на юний вік, Ахмед мало підпорядковувався матері, часто нехтував її порадами і бажав обмежити її владу, оскільки перед ним був приклад згубного впливу на політику Сафіє султан, яку відразу після сходження на престол Ахмед вислав у Старий палац; разом із Сафіє за наказом Хандан у Старий палац було вислано безліч слуг і наложниць, яких нова валіде підозрювала у зв'язках зі свекрухою. За розпорядженням сина, Хандан отримувала платню в розмірі 1000 акче в день, у той час як Сафіє Султан отримувала в три рази більше. Проте, як зазначає Гюнхан Борекчі, Хандан не любила залишатися осторонь: разом з шейх-уль-ісламом Мустафою-ефенді вона стала головним наставником, вартовим і радником сина; саме Хандан і Мустафа-ефенді призначали, контролювали і знімали з посад візирів; візири-прихильники валіде і шейх-уль-іслама частіше за інших займали найвищі посади в державі.
Одне з головних протистоянь між валіде і її царственим сином сталося майже відразу після сходження Ахмеда на престол і стосувалося положення Шехзаде Мустафи — другого сина Халіме султан. Смерть Шехзаде Махмуда справила сильне враження на молодого султана й тому Ахмед відмовився стратити молодшого брата. Іншою причиною відмови від страти Мустафи була відсутність у султана синів, що загрожувало перервати династію у випадку смерті Ахмеда; незабаром, після сходження сина на престол, Хандан стала підбирати Ахмеду красивих наложниць в надії на те, що якщо у султана народиться син, він змінить рішення з приводу брата. Проте надії не виправдалися: у листопаді 1604 року в Ахмеда народився син Осман, в березні 1605 — син Мехмед, а Мустафа все ще залишався в живих. Історики припускають, що Ахмед I вважав, що брат не може загрожувати його правлінню у зв'язку із психічною хворобою. Хандан наполягала на страті Мустафи, але Ахмед переконав її просто ізолювати брата, оскільки сини султана були занадто малі. За загальною домовленістю Мустафа був переселений в т. зв. «кафес» — невеликий павільйон (кешк) на території султанського палацу, в якому Шехзаде знаходився в ізоляції від зовнішнього світу під постійним наглядом варти.
Крім політичної діяльності, Хандан, як й інші матері султанів, займалася благодійністю. Відомі як мінімум два фонди, створених Хандан: в Менемене й Килісі. Валіде передавала більшу частину своїх доходів цим фондам, а після її смерті їм була пожертвувана велика частина майна Хандан.

### Смерть
Хандан несподівано померла 12 листопада 1605 року (1 раджаб 1014 року за хіджрою) в султанському палаці в Стамбулі, коли їй було трохи більше тридцяти років. Причини смерті неясні: так, існують версії про те, що Хандан померла від хвороби шлунка, була отруєна матір'ю Мустафи I Халіме, свекрухою Сафіє або невісткою Кесем, вчинила самогубство або її звело в могилу занепокоєння за сина під час повстання Джелалі. Ахмед влаштував матері пишні похорони і для спочинку душі валіде роздав стражденним велику кількість їжі і подаяння. Хандан була похована в тюрбе чоловіка в мечеті Ая-Софія. Горе Ахмеда було настільки велике, що через сім днів після похорону Хандан, незважаючи на негоду, він покинув столицю і відправився в Бурсу.

## У культурі
- У фільмі «Махпейкер» (2010 р.) роль Хандан виконала Айтен Сойкек.
- У турецькому історичному серіалі «Величне століття: Кесем Султан» роль Хандан виконала Тюлін Озен.